# Aeropuerto de Batken
El Aeropuerto de Batken  (en kirguís: Баткен эл аралык аэропорту; en ruso: Баткенский международный аэропорт) (IATA: , ICAO: UCFB) es un aeropuerto internacional que sirve a Batken, una localidad de la provincia de Batken (óblast) del país asiático de Kirguistán, situada en la parte sur del valle de Fergana.
El aeropuerto internacional de Batken inició sus operaciones en 1958 como una pista de aterrizaje. La pista y terminal actual se construyeron en 1984. Es un aeropuerto de clase 3C. La pista tiene un límite de peso de 22 toneladas , y no tiene instalaciones de aterrizaje modernas, ya que opera solo durante las horas de luz.
Batken recibió el estatus internacional el 19 de abril de 2014. Las Aduanas e instalaciones de verificación de control de fronteras y la pista actual se extenderán por 400 metros. Hay vuelos ocasionales a Osh, Jalal-Abad e incluso a la cercana Isfana.